# Dumitru Găleșanu
Dumitru Găleșanu (romeno: /duˈmitru gəleˈʃanu/; n. 5 de Dezembro de 1955, localidade Tia Mare, aldeia Potlogeni, distrito de Olt) é um jurista, escritor e poeta pós-moderno, ensaísta e ilustrador de livros romeno.

## Biografia
Dumitru Găleșanu é filho de Aurica (nascida Crăciunescu) e de Ion At. Găleșanu da localidade Tia Mare, aldeia Potlogeni, distrito de Olt – ambos agricultores e e cada um tendo ascendência romena e de Oltenia.
Formou-se na escola de ensino primário "Escola Primária para os 1-8º anos" da localidade natal Potlogeni, distrito de Olt (1962-1970), na Escola Secundária de Química de Craiova, distrito de Dolj (1970-1973), bem como na Escola Secundária de Matemática e Física "Vasile Roaită" de Râmnicu Vâlcea (1973-1979), ulteriormente designado por Colégio Nacional "Mircea cel Bătrân", e no período compreendido entre 1975-1976 interrompeu os estudos secundários para cumprir o estagio militar em Bucareste-Otopeni.
Concluiu os estudos universitários de licenciatura na Universidade Babeș-Bolyai (UBB) de Cluj-Napoca, Faculdade de Direito, perfil Ciências jurídicas, especialização Direito (1981-1986).

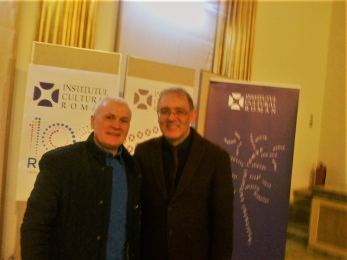
Dumitru Găleșanu e Marco Lucchesi no Instituto Cultural Romeno. Bucareste, 23 de Janeiro de 2018.

Cursos pós-universitários de aperfeiçoamento de um ano, especialização Direito civil - Direito comercial, na Universidade Babeș-Bolyai de Cluj-Napoca, Faculdade de Direito (2003-2004). Estudos universitários de Mestrado, especialização Instituições de Direito Privado Romeno, na Universidade "Lucian Blaga" de Sibiu, Faculdade de Direito "Simion Bărnuțiu" (2004-2006).
Entre 1 de Novembro de 1989 e 3 de Setembro de 2014, continuou a sua carreira profissional no sistema de autoridade judicial na Romênia, exercendo a função de magistrado-juiz, primeiramente na Secção Mista (jurisdição criminal e jurisdição civil) do Tribunal Judicial de Râmnicu Vâlcea – até 31 de Outubro de 1997, e continuando na Secção I civil do Tribunal de Vâlcea, distrito de Vâlcea.

## Atividade literária e publicação
Os estudos e artigos que constam da área profissional jurídica, incluídos no vol. 1st International Congress on Foundational Research in Law and Philosophy of Law: Bucharest, 28-29 May 2005, coord. acad. Alexandru Boboc, Ed. Cartea Universitară, Bucareste, 2006 (pp.124-153), bem como na Revista critică de drept și de filosofia dreptului (Revista crítica de direito e de filosofia do direito), vol.2, no 1-2/Março-Junho de 2005, Bucareste (pp.44-58). ISSN 1841-4591.
Lançou, a 25 de Julho de 2010, o volume editorial lírico-filosófico Emoții în multivers/Emotions into multiverse (Emoções no multiverse), edição bilingue romeno-inglês, na Ed. Tracus Arte de Bucareste, editora com a qual continuou a colaborar nos seguintes anos.
A partir do ano 2012, ele tinha publicado obras literárias nas revistas nacionais e internacionais de arte e cultura, tais como: New York Magazine e Gracious Light/Lumină Lină (New York), Armonii Culturale (Adjud), Noua Provincia Corvina (Hunedoara), Destine Literare (Montréal), Il Convivio e Cultura e Prospettive (Castiglione di Sicilia), Banchetul (Petroșani), Vatra veche (Târgu Mureș), Lumina Lumii (Râmnicu Vâlcea), Oltart (Slatina), Romanian Global News (Bucareste) etc.

## Afiliações literárias
Foi membro da Sociedade Literária "Anton Pann" de Râmnicu Vâlcea (Novembro de 1986 - Janeiro de 1990). Membro da Associação Cultural "Euterpe" APS de Jesi - Ancona, Itália. Membro da Academia Internacional "Il Convivio", Castiglione di Sicilia - Catânia, Itália.

## Obra literária. Livros publicados
- Emoții în multivers/Emotions into multiverse (Emoções no multiverso), edição bilingue romeno-inglês, Ed. Tracus Arte, Bucareste, 2010.[4]
- Pe corzile luminii/Sulle stringhe di luce (Nas cordas da luz), edição bilingue romeno-italiano, Ed. Tracus Arte, Bucareste, 2011.[5]
- Fugă spre roșu/Fuggire verso il rosso (Fuga para o vermelho), edição bilingue romeno-italiano, Ed. Tracus Arte, Bucareste, 2012.[6]
- Însemnele materiei/Insegne della materia (As insígnias da matéria), edição bilingue romeno-italiano, Ed. Tracus Arte, Bucareste, 2013.[7][8]
- Addéndum (Adendo), edição bilingue romeno-italiano-inglês, Ed. Tracus Arte, Bucareste, 2014.[9]
- Ante*metafizica: antologie lirică de autor (Ante*metafísica: antologia lírica do autor), edição bibliófila, Ed. Eikon, Cluj-Napoca, 2015.[10]
- Tratat pentru nemurire/Trattato per l’immortalità (Tratado para a imortalidade), edição bilingue romeno-italiano, Ed. Tracus Arte, Bucareste, 2016.[11]
- Axiomele infinității/Assiomi dell’infinità (Os axiomas da infinitude), edição bilingue romeno-italiano, Ed. Tracus Arte, Bucareste, 2017.[12][13]
- Ante*metafizica: antologie lirică de autor (Ante*metafísica: antologia lírica do autor), IIa edição revista e alterada, Ed. Eikon, Bucareste, 2018.[14][15]
- Poetică metafizică/Poetica metafisica (Poética metafísica), edição bilingue romeno-italiano, Ed. Tracus Arte, Bucareste, 2019. [16]
- Luminile omului: lirica filosofică (As Luzes do Homem: a lírica filosófica), Ed. Univers Enciclopedic Gold, Bucareste, 2020, ISBN 978-606-704-783-7.
- The Lights of Man: the philosophical lyric poetry, tradução para inglês feita por Andreea Moise, Ed. Eikon, Bucareste, 2021, ISBN 978-606-49-0465-2.
- Le luci dellʼuomo: lirica filosofica, tradução para italiano feita por Mihaela Cîrțog, Ed. Eikon, Bucareste, 2021, ISBN 978-606-49-0464-5.
- In aeternum poetic@, Ed. Eikon, Bucareste, 2022, ISBN 978-606-49-0626-7.[17]
- Mirabile iubiri. Antologie de gânduri și amintiri/Mirabili amori. Antologia di pensieri e ricordi (Maravilhosos amores. Antologia de pensamentos e memórias), prosa, edição bilingue romeno-italiano, Ed. Eikon, Bucareste, 2023, ISBN 978-606-49-1005-9.[18]

## Presença nas antologias
- Maratonul de poezie, blues și jazz 2012, Ed. Tracus Arte, Bucareste, 2012.
- Meridiane Lirice – Antologie Universală a Poeziei Românești Contemporane (124 Poeți contemporani), coord. Gheorghe A. Stroia, Ed. Armonii Culturale, Adjud, 2012.
- Antologia scriitorilor români contemporani din întreaga lume. Starpress 2014/Lʼantologia degli scrittori romeni contemporanei del mondo intero, coord. Ligya Diaconescu, edição bilingue romeno-italiano, Ed. Fortuna, Râmnicu Vâlcea, 2014.
- Actori printre Astre. Antologie de poezie contemporană românească, vol.1, coord. Gheorghe A. Stroia, Ed. Armonii Culturale, Adjud, 2016.
- Tu sai che era amore – LʼAntologia delle opere vincitrici della IX Edizione del “Premio Internazionale di Poesia Don Luigi Di Liegro 2017”, coord. Renato Fiorito, Ed. Ilmiolibro self publishing, Roma, 2017.
- În dialog cu inima. Interviuri cu scriitori români contemporani, vol.4, Gheorghe A. Stroia, Ed. Armonii Culturale, Adjud, 2018.
- Antologia della VII edizione Premio Nazionale di Poesia "L’arte in versi" (Autori Vari), coord. Lorenzo Spurio, Ed. Associazione Culturale Euterpe APS, Jesi, (AN), 2018.
- Autori vari. Antologia – X° Concorso letterario nazionale "Città di Cologna Spiaggia", Ed. Associazione Culturale Il Faro, Cologna Spiaggia di Roseto degli Abruzzi (TE), 2019.
- Fiori di Poesia [Per la Giornata Mondiale della Poesia], coord. Lorenzo Spurio, Ed. Associazione di Promozione Sociale Euterpe, Jesi (AN), 2022.
- Poeme peregrine: antologie de poezie contemporană românească/Poemas peregrinos: antología de poesía rumana contemporanea, coord. Carmen Bulzan, edição bilingue romeno-espanhol, Ed. Kult, Drobeta-Turnu Severin, 2022, ISBN 978-606-95452-8-7.
- Poemas Peregrinos: antología de poesía rumana contemporánea, edição espanhola, Carmen Bulzan (autor) y Luis Cruz-Villalobos (editor), Ed. Independently Poetry, Santiago de Chile, 2023, ISBN 979-839-02837-5-2.
- Rumänische Lyrikanthologie - Von den Anfängen bis heute, Band VI ("Antologia de Poesia Romena - Dos primórdios aos nossos dias, Volume VI"), Christian W. Schenk, edição alemã, Ed. Dionysos, Boppard, 2024, ISBN 979-888 -372-4830.

## Premios e distinções
- Premio alla Carriera, Concurso Internacional  "Poesia, Prosa ed Arti figurative" e Premio teatrale "Angelo Musco" - «Il Convivio» 2016, XVIa Edição, secção "Libro edita. Poesia", Giardini-Naxos di Messina, Sicilia, Itália (30.X.2016)[19]
- Prémio especial para a melhor livro estrangeiro [Premio speciale per miglior libro di autore straniero], Concurso Premio Nazionale di Poesia «L’arte in versi» 2018, VIIa Edição, com a obra Tratat pentru nemurire/Trattato per l'immortalità Jesi (AN), Itália (10.XI.2018)[20]
- Prémio especial "Provincia di Teramo", Concurso Literário Nacional «Città di Cologna Spiaggia» 2019, Xo Edição, secção "Silloge poetica", para o volume Axiomele infinității, Cologna Spiaggia di Roseto degli Abruzzi (TE), Itália (29.IX.2019)[21]